# Yoshida (Shizuoka)
Yoshida (吉田町?, Yoshida-chō) è una cittadina giapponese della prefettura di Shizuoka.